# Claudia Cardinale
Claudia Cardinale (15. travnja 1938.) je talijanska glumica. 

Rođena je u Tunisu. Pobjeđuje na natjecanju u ljepoti 1957., gdje je prva nagrada bila putovanje na filmski festival u Veneciji. Kasnije uzima sate glume u Rimu a prve manje uloge dobiva već 1958. godine. 1959. je rodila vanbračno dijete ali je rekla da je to njen mlađi brat a dječaku je rekla istinu tek kada je napunio 19 godina.
U to vrijeme se u Italiji tražila filmska super zvijezda kao zamjena Sophiji Loren i Gini Lollobrigida, koje su obe preselile u Hollywood. Producent Franco Cristaldi izabire Cardinale kao njihove nasljednice, preuzima brigu o njenoj karijeri i ženi se s njom 1966. (razvod je uslijedio 1975). Postaje zvijezda u Italiji ali i van nje početkom 1960-ih. prvenstveno zahvaljujući ulogama u filmovima 8½ (1963.) i Bilo jednom na Divljem zapadu (1968). Ipak Cardinale nije nikad doživjela istu popularnost kao Loren i Lollobrigida.

## Filmografija
| - I soliti ignoti (1958.) - Vento del sud (1959.) - Three Strangers in Rome (1959.) - Un maledetto imbroglio (1959.) - Il magistrato (1959.) - Upstairs and Downstairs (1959.) - Audace colpo dei soliti ignoti (1960.) - I Delfini (1960.) - Il bell'Antonio (1960) - Napoleone ad Austerlitz (1960.) - Rocco and His Brothers (1960.) - Girl with a Suitcase (1961.) - La Viaccia (1961.) - Les Lions sont lâchés (1961.) - Cartouche (1961.) - Senilità (1962.) - La ragazza di Bube (1963.) - 8½ (1963.) - The Leopard (1963.) - Pink Panther (1963.) - Gli indifferenti (1964.) - Circus World (1964.) - Il magnifico cornuto (1964.) - Una rosa per tutti (1965.) - Vaghe stelle dell'Orsa (1965.) - Blindfold (1965.) - Le fate (1966.) - The Professionals (1966.) - Né onore né gloria (1966.) - Piano piano, non t'agitare (1967.) - Don't Make Waves (1967.) - Ruba al prossimo tuo ... (1968.) - I contrabbandieri del cielo (1968.) - Bilo jednom na Divljem zapadu (1968.) - Il giorno della civetta (1968.) - Nell'anno del Signore (1969.) - La tenda rossa (1969.) - Certo certissimo ... anzi probabile (1969.) - The Adventures of Gerard (1970.) - Popsy Pop (1970.) - Les Pétroleuses (The Legend of Frenchie King) (1971.) - Bello, onesto, emigrato Australia sposerebbe compaesana illibata (1971.) | - L'udienza (1971.) - Le pistolere (1971.) - Il clan dei marsigliesi (1972.) - Il giorno del furore (1973.) - I guappi (1974.) - Conversation Piece (1974.) cameo kao profesorova žena - Libera, amore mio (1975.) - Qui comincia l'avventura (1975.) - A mezzanotte va la ronda del piacere (1975.) - Il comune senso del pudore (1976.) - Goodbye & Amen - L'uomo della CIA (1977.) - Il prefetto di ferro (1977.) - Jesus of Nazareth (1977.) - Corleone (1978.) - L'arma (1978.) - Amici e nemici (1979.) - Escape to Athena (1979.) - Si salvi chi vuole (1980.) - La Salamandra (1981.) - Il regalo (1981.) - Fitzcarraldo (1981.) - La pelle (1981.) - Trail of the Pink Panther (1982.) - Una cascata d'oro (1983.) - Claretta (1984.) - Enrico IV. (1984.) - La donna delle meraviglie (1985.) - Un uomo innamorato (1986.) - La storia (1986.) - Blu elettrico (1988.) - Atto di dolore (1990.) - Mayrig (1991.) - 588, rue Paradis (1992.) - Son of the Pink Panther (1993.) - Nostromo (1996.) - Li chiamarono briganti! (1999.) - Luchino Visconti (1999.) - And now... Ladies and Gentlemen (2002.) - Marcello: A Sweet Life (2006.) - Cherche Fiance Tous Frais Payes (2007.) - Asterix at the Olympic Games (2008.) |

## Vanjske poveznice
- A Tribute to Claudia Cardinale  Arhivirana inačica izvorne stranice od 30. rujna 2017. (Wayback Machine)
- Claudia Cardinaly profile, na webstranici UNESCO.